# Мехмед Васъф паша Гюрчю
Мехмед Васъф паша Гюрчю (на турски: Mehmed Vasıf Paşa, Gürcü) е османски офицер и чиновник.

## Биография
Според спомените на руския генерал Николай Муравьов е роден в грузинското село Чохлати, Гурия с фамилията Гуджабадзе. Взет е като пленник от турците и продаден като роб на 12 година на Решид Мехмед паша в Цариград. Мехмед Сюрея също отбелязва грузинския му произход.
В 1830/1831 година става ферик (генерал-лейтенант). От май до октомври 1839 г. и от декември до май 1850 година е валия в Ниш. В 1839 - 1841 управлява в Силистра. А от 1843 - 1845 - в Солун. От 1850 до 1852 година е мухафъз (управител) на Белградската крепост Калемегдан. От февруари 1853 до август 1854 г. е главнокомандващ на армията в Арабия, а от декември 1854 до декември 1856 г. - в Анадола. От декември 1856 до август 1857 и от октомври 1857 до май 1860 година е командир на Първа армия. От септември до октомври 1857 година е началник на арсенала.
Умира в 1865 година.